# Elena Zaharia Filipaș
Elena Zaharia-Filipaș (n. 9 iunie 1938) este un filolog care a fost profesor universitar la Facultatea de Litere, din cadrul Universității din București, specialistă în istoria literaturii române (preocupată cu precădere de literatura antebelică și de feminism).

## Biografie
Părinții săi se numeau Ion și Ecaterina, iar tatăl a decedat când Elena Zaharia Filipaș avea șase ani, aceasta fiind crescută de mamă și de cei trei frați mai mari. A copilărit în cartierul (mahalaua)  Herăstrău, unde a urmat și școala elementară. Mama sa lucra ocazional cu ziua sau era croitoreasă, iar copiii  aveau puține lucruri, singurele distracții fiind înotatul pe baltă sau, mai rar, expediția în centru, unde vedeau filme unul după altul, fermecați de mirajul unor mari actori. În casa unde familia locuia cu chirie nu era lumină electrică, pe tot timpul cât a urmat cursurile facultății.
La școala Herăstrău, o clădire micuță, a avut ca învățătoare pe doamna Ștefănescu, căreia îi păstrează o amintire luminoasă. A prins perioada foametei din anii 1946-1947. Și în școala generală a avut profesori eminenți. A urmat mai apoi clasele Liceului Ion Luca Caragiale, distingându-se la… matematică, fapt ce i-a înrîurit cariera de lingvistă la Facultatea de Litere.
Deși în familie nu prea aveau o bibliotecă cu cărți, copiii și mama citeau Mihai  Eminescu, Ioan Slavici, Duiliu Zamfirescu, băieții Aventurile submarinului Dox, iar la difuzor ascultau cu toții dramatizări („Teatru la microfon”), în interpretarea marilor actori George Vraca, Silvia Chicoș ș.a.
Dintre profesorii care i-au marcat viața studențească din acest Bildungs-Romani, cu unii dintre acești mentori  a devenit, ulterior, colegă de catedră, a reținut figurile lui Paul Cornea, pe care l-a admirat  (și care a împlinit recent nouăzeci de ani), Zoe Dumitrescu Bușulenga, Tudor Vianu, Al.Rosetti, Jack Byck, Iorgu Iordan, Alexandru Niculescu, Matilda Caragiu Marioțeanu, Boris Cazacu (profesor sever). Ca studentă, a fost remarcată de George Ivașcu, care a sprijinit-o să devină asistentă la Filologie, cum se numea atunci facultatea.
În mod neașteptat, Doamna Elena Zaharia Filipaș a declarat la Cafeneaua critică unde a fost invitată de criticul literar Ion Bogdan Lefter că, în timpul celor cinci ani de facultate, nu a avut sentimentul plăcerii lecturii, citind din obligațiile examenelor, însă, ținând seama de opacitatea alcătuitorilor de bibliografii refractare esenței artei literaturii, dar neapărat cu tentă ideologică, efectul era de respingere, și nu de atragere a studenților către lectură. I-a admirat pe Alexandru Piru și pe Ov.S.Crohmălniceanu, însă în opinia domniei sale de studentă profesorul Dumitru Micu ținea cursuri fără sare și piper, monotone și neatractive. Crohmălniceanu mai mult citea cursul, însă a avut meritul de a introduce studiul modernist, cu Tudor Arghezi. A fost asistenta acestuia, care era bine pregătit, dar ținea și cursuri monotone. În schimb, acesta și George Gană erau foarte corecți la examenele studenților. În perioada studenției sale examenul de licență cuprindea limba și literatura română și o știință socială, erau cinci examene grele. În schimb profesorii Ion Rotaru și Alexandru Piru, erau excesiv de generoși cu studentele examinate, acesta din urmă replicând, la nedumerirea asistentei sale, că studentele slab pregătite, dar frumoase, nu au altă cale în viață decât reușita cu dotarea lor fizică!
La Facultatea de Limbă Engleză, din cadrul Facultății de Limbi Străine, pe când era asistentă, a remarcat pregătirea științifică a Lidiei Vianu și a lui Petru Popescu, devenit, ulterior, romancier și fugit în străinătate. Doamna profesoară Elena Zaharia Filipaș a menționat că a ajuns la Facultatea de Litere, ca și alt mare profesor al acesteia, Nicolae Manolescu, datorită susținerii de către George Ivașcu. Dintre ceilalți profesori, nu aveau calități științifice și pedagogice G.C.Nicolescu, Ion Vitner (căruia i-a fost asistentă) și D.Păcurariu. Vitner alcătuise un curs despre rădăcinile sociale  ale poeziei lui Eminescu, deviind  în mod nejustificat  spre Gherea,  Cernâșevski, Belinski și Herzen, cu care opera eminesciană nu are nicio tangență!
Doamna Elena Zaharia Filipaș menționează că erau cărți, de mare interes pentru studenții filologi, la care nu aveau acces, sau accesul era limitat. „Istoria literaturii române de la origini până în prezent” a lui G. Călinescu fusese împărțită în patru fascicole, pentru a fi accesibilă numărului mare de solicitări din partea studenților, unii ajungând să creadă că are patru volume!
Devenind profesor pentru studenții străini, domnia sa fiind o bună cunoscătoare a limbii engleze și predînd limba română prin intermediul englezei,  arabi,  palestinieni, sud-americani, desfășurate pe șoseaua Panduri, la „Sorbonica” (Institutul Pedagogic de 3 ani al Universității din București), a constatat că era obligată să presteze o muncă grea, de șase ore pe zi, cu studenți care nu înțelegeau româna  sau erau indolenți, venind cu întârziere la cursuri, dar a observat că unii lectori, precum Cezar Tabarcea, tratau cu umor această situație, și  apreciindu-se ca o profesoară veselă în relațiile cu colegii. 
În continuara discuției cu moderatorul doamna Elena Zaharia Filipaș precizează că profesorul  Șerban Cioculescu i-a sugerat să trateze la teza de doctorat opera lui Ion Vinea. Acest scriitor nu și-a publicat decât două volume în timpul vieții, pentru  „Ora fântânilor” semnând șpaltul de pe patul de moarte , astfel că studierea scrierilor lui înseamnă nenumărate incursiuni în presa vremii. Coordonatorul Cioculescu îi spunea anecdote despre Vinea, căruia, de exemplu, scund fiind, doamnele îi spuneau să „stea pe vine”,  ca să îl sărute! G. C.Nicolescu a întrebat-o dacă știe o serie de date, unele nesemnificative,  singurul  Al.Piru dându-i unele indicații privind redactarea tezei.  Doamna Filipaș a menționat situația învățământului filologic românesc, unde nu erau studiați în liceu și facultate mari scriitori români  – nici un scriitor interbelic, singurul fiind Arghezi, prezentat, la modul sociologist de Crohmălniceanu. În comisia de acordare a doctoratului au fost Vladimir Streinu, Șerban Cioculescu, Al.Piru, Constantin Ciopraga, iar publicarea tezei, în anul 1972, s-a datorat lui Ov. S. Crohmălniceanu, care a dus-o lui Marin Preda, la Editura Cartea Românească. După cum este cunoscut, Doamna EZF a publicat mai multe volume (I-IX) ale publicisticii lui Ion Vinea, ultimul în colaborare cu mai tânăra cercetătoare Magda Răduță, lector universitar la aceeși catedră.  Spune că nu a inclus în această ediție  „Venin de mai”, fiind o activitate științifică/ de cercetare foarte grea. Domnia sa se consideră o „cercetătoare rece” a  scrierilor lui Ion Vinea, care și-a risipit opera în periodice, având o publicistică extraordinară ( șase volume din nouă) , îndeosebi  pe teme politice și sociale și nici un articol nefiind banal, lipsit de interes. Acest autor avea o mare dorință de a trăi (3 sau 4 neveste), cu Henriette Yvonne Stahl, o femeie superbă,  trăind paisprezece ani, ulterior  aceasta găsind un bărbat mai tânăr (cu douăzeci și șase de ani),  Petru Dumitriu. Fuga lui Dumitriu din țară este folosită de propaganda comunistă, pentru a-l denigra. Henriette Yvonne Stahl a făcut însă un an de închisoare. Dumitriu nu s-a realizat în RFG, ca mulți români fugiți din țară. El a recunoscut că Vinea a tradus „Hamlet” de Shakespeare, semnat de el, și i-a dat acestuia drepturile de autor. Om de stânga, Vinea a sărăcit în comunism și s-a simțit, pe bună dreptate, persecutat.vEste soția rectorului Avram Filipaș, profesor de drept la Universitatea din București, dispărut înainte de vreme din păcate. A semnat mai multe volume cu numele de fată, Elena Zaharia. Este editor al ediției critice a operelor poetului Ion Vinea, iar opera acestuia a constituit subiectul tezei sale de doctorat, publicată în 1972. A fost asistenta profesorului și criticului literar Ovid. S. Crohmălniceanu. A semnat numeroase articole și prefețe, publicate în presa literară sau de specialitate.

## Selecție din cărțile publicate
- Ion Vinea, monografie critică, București, Cartea Românească, 1972.
- Introducere în opera lui Vasile Voiculescu. București, Ed. Minerva,1982.
- Retorică și semnificație, Editura Paideia, 1995.
- Studii de literatură feminină, Editura Paideia, 2004.

## Îngrijitor de ediții
- A îngrijit ediția critică a operelor lui Ion Vinea, vol. I-1984, vol. VII.-2006
- linkuri http://www.agentiadecarte.ro/2013/11/elena-zaharia-filipa%c8%99-o-via%c8%9ba-dedicata-literaturii-romane/